# Glossomorphitinae
De Glossomorphitinae zijn een onderfamilie van uitgestorven kreeftachtigen uit de klasse van de Ostracoda (mosselkreeftjes).

## Geslachten
- Hesslandella Kenningsmoen, 1953 †
- Huckea Schallreuter, 1964 †